# Richard Montague
Richard Montague (* 20. September 1930 in Stockton, Kalifornien; † 7. März 1971 in Los Angeles, Kalifornien) war ein US-amerikanischer Mathematiker, Logiker, Philosoph und Linguist und Klassiker der formalen Semantik natürlicher Sprachen.

## Leben
1957 wurde er an der University of California, Berkeley unter Alfred Tarski zum Ph.D. promoviert. Der Titel seiner Dissertation lautet Contributions to the Axiomatic Foundations of Set Theory. In diesem bewies er, dass die Zermelo-Fraenkel-Mengenlehre nicht axiomatisierbar sei und formulierte dafür das Reflexionsprinzip. Während seiner ganzen folgenden Karriere lehrte er an der University of California, Los Angeles. Montague starb 1971 mit 40 Jahren unter ungeklärten Umständen. Nach den Angaben von Anita und Solomon Feferman habe Montague, der homosexuell war, gerne verschiedene Bars besucht und Männer zu sich nach Hause gebracht. Auch am Tag seines Todes habe er einige zu sich eingeladen, die ihn wahrscheinlich erwürgt hätten.
Das Leben und Werk des Denkers diente als Vorbild für das Buch The Semantics of Murder (2008) von Aifric Campbell. Der Buchtitel spielt auf den nie aufgeklärten gewaltsamen Tod Montagues an. 

## Werk
Für Montague gibt es – so seine These – keinen prinzipiellen Unterschied in der Semantik künstlicher und natürlicher Sprachen. Montague hat neuere Entwicklungen der intensionalen Logik genutzt, um die logische Struktur natürlicher Sprachen offenzulegen. Die Syntax ist an der sprachlichen Oberfläche orientiert, es gibt keine Transformationen wie in der Chomsky-Syntax. Ausdrücke natürlicher Sprache werden mittels Übersetzungsregeln in die Sprache der intensionalen Logik überführt, deren Interpretation modelltheoretisch vorgenommen wird. Jeder bedeutungstragende Ausdruck erhält eine Intension zugewiesen, die in Abhängigkeit von möglichen Welten bzw. Situationen ein Referenzobjekt als Extension liefert. Damit können im Sinne von Frege Wahrheitsbedingungen für natürlichsprachige Sätze angegeben und gültige Schlüsse formuliert werden.
Montagues semantische Universalgrammatik ist ein kritisches Gegenstück zur Grammatiktheorie von Noam Chomsky, in der die Semantik als von der Syntax unabhängige Komponente angesehen wurde. Montagues Anspruch hingegen war, dass die Bedeutung eines Satzes unmittelbar an seinen Satzbau geknüpft ist.
Er prägte den Begriff der „possible-world semantics“, der „Möglichen-Welt-Semantik“.
Die Theorie ist aber eher als Ansatz zur Erklärung eines fest abgesteckten Teilgebiets der Semantik natürlicher Sprache anzusehen. Montague entwickelte eine sehr starke Trennung von wahrheitswertabhängiger Semantik und Sprachpragmatik. Viele Phänomene der natürlichen Sprache (Abtönungspartikel, satzübergreifende Anaphern, Kohärenz etc.) konnten und sollten daher im Rahmen dieser Theorie nicht behandelt werden. Obwohl die Position zu Beginn des 21. Jh. kaum noch vertreten wird, bietet sie eine formale Grundlage für die korrekte Behandlung von Intensionalität. D. h., eine Aussage wie „Hans sucht ein Einhorn“ beinhaltet keine Existenzaussage „Es gibt ein Einhorn“, sondern bedeutet „Hans sucht nach etwas, das die Eigenschaften eines Einhorns hat“.

## Schriften
- mit Donald Kalish: Logic: Techniques of Formal Reasoning. Harcourt, Brace, und Jovanovich 1964.
- Formal Philosophy. Selected Papers of Richard Montague. Edited and with an introduction by Richmond H. Thomason. Yale University Press, New Haven CT u. a. 1974, ISBN 0-300-01527-5; archive.org.